# Ivan Bodin
Erik Ivan «Bodde» Bodin (Sundsvall, Suecia, 20 de julio de 1923-29 de agosto de 1991) fue un futbolista sueco que jugaba como defensa. También de desempeñó como jugador de bandy.

## Selección nacional
Fue internacional con la selección de fútbol de Suecia en una ocasión. Formó parte de la selección que obtuvo el tercer lugar en la Copa del Mundo de 1950, pese a no haber jugado ningún partido durante el torneo.

### Participaciones en Copas del Mundo
| Mundial                        | Sede   | Resultado    | Partidos | Goles |
| ------------------------------ | ------ | ------------ | -------- | ----- |
| Copa Mundial de Fútbol de 1950 | Brasil | Tercer lugar | 0        | 0     |

## Clubes
| Club            | País   | Año       |
| --------------- | ------ | --------- |
| Mälarhöjdens IK | Suecia | 1947      |
| AIK Estocolmo   | Suecia | 1948-1955 |

## Palmarés

### Campeonatos nacionales
| Título         | Club          | País   | Año  |
| -------------- | ------------- | ------ | ---- |
| Copa de Suecia | AIK Estocolmo | Suecia | 1949 |
| Copa de Suecia | AIK Estocolmo | Suecia | 1950 |